# 비행 조종 시스템
비행 조종 시스템(aircraft flight control system, FCS)은 항공기 러더, 트림, 스틱을 이용하여 조종하는 시스템을 말하는데 초기에는 기계적으로 실제 와이어를 연결한 하드 와이어 방식을 사용하다가 전자공학의 발달에 따라 기계와 전기에 의한 혼합 제어 방식에서 최근에는 완전 전기에 의한 플라이 바이 와이어 방식이 사용되고 있다.  비행 조종은 항공기 운행에 매우 중요하기 때문에 고장 발생시 추락의 위험이 있어서 백업에 백업을 두는 안전 구조로 설계되어 있다.

## 역사
장치의 발전 단계로 구분하면, 50년대 이전의 기계식 비행 조종 장치를 필두로 70년대에는 아날로그 컴퓨터를 이용한 전자식 비행 조종 장치를 채택, 일부 신뢰성을 보장하고 80년대에는 항공기의 조종성능과 비행성을 향상시켜 조종사의 일량(workload)을 경감시키고 항공기 운용목적에 부합하는 비행특성을 능동적으로 구현할 수 있는 전자식(디지털) 비행조종장치가 개발되어 신뢰성과 안전성을 보장하고 있다.
90년대 이후 항공 선진국에서는 전자식 비행제어 방식에 자동 이착륙 제어, 원격 조종제어 기술을 추가해 무인항공기 통합 비행임무를 수행토록 하고 있다.  전자식(디지털) 비행조종컴퓨터는 항공기 조종의 전적인 권한을 가지므로 비행조종장치의 오작동에 의한 비행사고를 방지하기 위해서는 실제 무인항공기 탑재 초도 비행 전에 완벽한 시험 및 검증이 필요하다.

## 안전성 요구도
항공기 손실이나 조종사의 사망을 유발할 수 있는 위험 수준으로 요함.
참고적으로 미공군에서 정의된 비율 (1.5 mishaps per 100000 flight)
- PLOC (Probability of loss of Control), 항공기 조정기능이 상실할 수 있는 확률

## 하드웨어
- JTAG
- AIM

## 같이 보기
- HQS
- FMET
- 검증 및 확인(IV & V)
- MILS
- HILS
- LVDT
- DDV
- IFS
- 롤
- 피치
- 플래퍼론
- 방향키
- 플랩
- 승강키
- 보조익
- 하중배수
- 스포일러 (항공학)